# Paradera
Paradera est une petite ville d'Aruba située au nord de la capitale Oranjestad.

## Patrimoine
- Le Musée des Antiquités d'Aruba, dont les collections sont consacrées à la promotion de la culture et du patrimoine de l'île d'Aruba.
- L'église Sainte-Philomène domine l'horizon par rapport au reste des bâtiments de la ville.